# جائزة كندا الكبرى 1977
جائزة كندا الكبرى 1977 هو سباق فورمولا 1 أقيم بتاريخ 9 أكتوبر 1977 في كندا. كان السادس عشر من أصل 17 في بطولة العالم لسباقات الفورمولا واحد موسم 1977. حلّ الجنوب أفريقي جودي شيكتر أولا بينما جاء الفرنسي باتريك ديبايلير في المركز الثاني.